# Sebastián Beltrame (biatleta)
Sebastián Beltrame (Ushuaia, 19 de junio de 1983) es un biatleta argentino. 
Disputó los Juegos Olímpicos de Invierno de 2006 en Turín, finalizando en la posición 86.ª en la prueba 20 km individual y en la posición 84.ª en la prueba 10 km velocidad.